# Plongeon aux Jeux olympiques d'été de 1992
Navigation
Séoul 1988 Atlanta 1996
À l'occasion des Jeux olympiques d'été de 1992, quatre compétitions de plongeon furent organisées dans la Piscina Municipal de Montjuic à Barcelone du 26 juillet au 4 août. 95 plongeurs venus de 30 pays se disputèrent les 12 médailles mises en jeu.
Les photographies de cette épreuve ont été parmi les plus diffusées des jeux et sont à plusieurs reprises utilisées comme symbole de la ville et des Jeux au cours des années 1990,.

## Tableau des médailles pour le plongeon
| Place | Nation                      | Médaille d'or | Médaille d'argent | Médaille de bronze | Total |
| ----- | --------------------------- | ------------- | ----------------- | ------------------ | ----- |
| 1     | Chine                       | 3             | 1                 | 1                  | 5     |
| 2     | États-Unis                  | 1             | 1                 | 1                  | 3     |
| 3     | Équipe unifiée de l’ex-URSS | 0             | 2                 | 1                  | 3     |
| 4     | Allemagne                   | 0             | 0                 | 1                  | 1     |

## Participants par nations
| - Afrique du Sud (1) - Allemagne (6) - Argentine (2) - Australie (7) - Autriche (2) - Belgique (1) - Brésil (1) - Bulgarie (1) - Canada (8) - Chine (8) | - Corée du Nord (4) - Équipe unifiée de l’ex-URSS (7) - Espagne (3) - États-Unis (7) - France (2) - Grèce (1) - Hongrie (2) - Italie (3) - Japon (3) - Mexique (8) | - Norvège (1) - Nouvelle-Zélande (1) - Pays-Bas (2) - Pologne (1) - Roumanie (4) - Royaume-Uni (4) - Suède (1) - Suisse (2) - Venezuela (1) - Zimbabwe (2) |

## Résultats
Classements des finales

### Tremplin 3 mètres
| Rang               | Pays           | Plongeur         | Points |
| ------------------ | -------------- | ---------------- | ------ |
| Médaille d'or      | États-Unis     | Mark Lenzi       | 676,53 |
| Médaille d'argent  | Chine          | Tan Liangde      | 645,57 |
| Médaille de bronze | Équipe unifiée | Dmitri Sautin    | 627,78 |
| 4                  | Australie      | Michael Murphy   | 611,97 |
| 5                  | États-Unis     | Kent Ferguson    | 609,12 |
| 6                  | Mexique        | Jorge Mondragón  | 604,14 |
| 7                  | Pays-Bas       | Edwin Jongejans  | 581,40 |
| 8                  | Équipe unifiée | Valery Statsenko | 577,92 |
| 9                  | Suède          | Joakim Andersson | 562,74 |
| 10                 | Allemagne      | Albin Killat     | 556,35 |
| 11                 | Canada         | Mark Rourke      | 540,66 |
| 12                 | Italie         | Davide Lorenzini | 527,73 |

| Rang               | Pays            | Pongeuse                  | Points |
| ------------------ | --------------- | ------------------------- | ------ |
| Médaille d'or      | Chine           | Gao Min                   | 572,40 |
| Médaille d'argent  | Équipe unifiée  | Irina Lashko              | 514,14 |
| Médaille de bronze | Allemagne       | Brita Baldus              | 503,07 |
| 4                  | Tchécoslovaquie | Heidemarie Bártová-Grécká | 491,49 |
| 5                  | États-Unis      | Julie Ovenhouse           | 477,84 |
| 6                  | Équipe unifiée  | Vera Ilyina               | 470,67 |
| 7                  | Allemagne       | Simona Koch               | 468,96 |
| 8                  | Canada          | Mary Depiero              | 449,49 |
| 9                  | États-Unis      | Karen La Face             | 447,75 |
| 10                 | Argentine       | Verónica Ribot            | 447,42 |
| 11                 | Japon           | Yuki Motobuchi            | 443,76 |
| 12                 | Espagne         | Julia Cruz                | 436,47 |

### Plateforme 10 mètres
| Rang               | Pays           | Plongeur        | Points |
| ------------------ | -------------- | --------------- | ------ |
| Médaille d'or      | Chine          | Sun Shuwei      | 677,31 |
| Médaille d'argent  | États-Unis     | Scott Donie     | 633,63 |
| Médaille de bronze | Chine          | Xiong Ni        | 600,15 |
| 4                  | Allemagne      | Jan Hempel      | 574,17 |
| 5                  | Royaume-Uni    | Robert Morgan   | 568,59 |
| 6                  | Équipe unifiée | Dmitri Sautin   | 565,95 |
| 7                  | Allemagne      | Michael Kühne   | 558,54 |
| 8                  | Japon          | Keita Kaneto    | 529,14 |
| 9                  | Espagne        | Rafael Serrano  | 524,25 |
| 10                 | États-Unis     | Matthew Scoggin | 492,60 |
| 11                 | Mexique        | Alberto Acosta  | 482,28 |
| 12                 | Australie      | Craig Rogerson  | 458,43 |

| Rang               | Pays           | Pongeuse         | Points |
| ------------------ | -------------- | ---------------- | ------ |
| Médaille d'or      | Chine          | Fu Mingxia       | 461,43 |
| Médaille d'argent  | Équipe unifiée | Elena Mirochina  | 411,63 |
| Médaille de bronze | États-Unis     | Mary Ellen Clark | 401,91 |
| 4                  | Chine          | Zhu Jinhong      | 400,56 |
| 5                  | Équipe unifiée | Inga Afonina     | 398,43 |
| 6                  | Mexique        | María Alcalá     | 394,35 |
| 7                  | États-Unis     | Ellen Owen       | 392,10 |
| 8                  | Argentine      | Verónica Ribot   | 384,03 |
| 9                  | Roumanie       | Ioana Voicu      | 369,87 |
| 10                 | Australie      | Vyninka Arlow    | 365,88 |
| 11                 | Australie      | April Adams      | 342,39 |
| 12                 | Royaume-Uni    | Hayley Allen     | 317,85 |

## Source
- (fr) Rapport officiel des Jeux de la XXVe olympiade de Barcelone, 1992, [PDF]